# Edmund Zechenter
Edmund Zechenter (ur. 20 października 1867 w Rzeszowie, zm. 6 czerwca 1933 w Krakowie) – dziennikarz, poeta, nowelista.

## Życiorys
Rodzicami Edmunda byli sędzia Wincenty Zechenter i Amalia z Bartmińskich. Ojciec Witolda Zechentera, dziadek Elżbiety Zechenter-Spławińskiej. Do szkoły uczęszczał w Krakowie. Po maturze rozpoczął pracę jako dziennikarz w Nowej Reformie (1900-1903), Słowie Polskim (1902-03, 1905-14), Naszym Kraju (1906), Czasie (1904-12,1914-15), Roli (1908, 1911-12), Museionie (1912),  Głosie Narodu (1915-20). Należał do stowarzyszenia Czytelnia Akademicka oraz do grona współzałożycieli  Syndykatu Dziennikarzy Krakowskich (1912).
Debiutował jako uczeń opowiadaniem w Biesiadzie Literackiej (1882), był recenzentem literackim i teatralnym. Zbierał obyczaje ludowe, znał wieś z częstych pobytów. W latach dwudziestych był referentem prasowym województwa krakowskiego. Zmarł w Krakowie, pochowany  został na cmentarzu Rakowickim.

## Publikacje książkowe
- Szkice i nastroje, (Opowiadania) 1904.
- Z chłopskiej Niwy (Opowiadania) Z przedm.  K. Przerwy-Tetmajera, 1909[1]
- Walkowe kochanie (Opowiadania i fragment sceniczny), 1914
- Legendy, 1924[2]
- Smok, 1929[3]
- Zawzięty Lasowiak, 1930[4]